# Почётные граждане Усть-Кута и Усть-Кутского района
Почётный граждани́н Усть-Ку́тского райо́на — почётное звание, присваиваемое гражданам России, иностранным гражданам за высокие достижения в различных сферах деятельности, за исключительные личные заслуги перед Усть-Кутским районом, способствующие повышению его авторитета в Иркутской области, России и за рубежом. Присваивается решением Думы Усть-Кутского муниципального района.
Почётный граждани́н го́рода Усть-Кута́ — обозначение, применявшееся до 2007 года. Обе формулировки равнозначны.
Впервые присвоено в 1985 году. В общей сложности звания удостоены 22 человека.

## Почётные граждане городаУсть-Кута(до2007г.)
1985 год:
- Конотопец Александр Григорьевич — работник железной дороги; в 1977—1985 гг. председатель районного Совета народных депутатов.

1988 год:
- Панчуков Иван Алексеевич — педагог; в 1963—1988 гг. секретарь, первый секретарь Усть-Кутского горкома КПСС.

1991 год:
- Корнейко Евгений Анатольевич — в 1983—1998 гг. директор Усть-Кутской нефтебазы; в 1998—2002 гг. мэр Усть-Кута.

1994 год:
- Дубровский Василий Максимович — речник; в 1958—1969 гг. начальник Осетровского речного порта; в 1969—1981 гг. начальник Ленского объединённого речного пароходства.
- Марков Нектарий Константинович (посмертно) — известный краевед, педагог, в 1955—1984 гг. директор средней школы № 2.

1995 год:
- Чечетов Сергей Анатольевич (посмертно) — руководитель Осетровской ТЭЦ, один из основателей усть-кутской коммунальной энергетики; директор МУП «Ленаречэнерго».

1997 год:
- Гомзяков Николай Филимонович — участник боевых действий в Маньчжурии, председатель городского совета ветеранов.

1998 год:
- Зуев Валентин Игнатьевич — в 1967—2003 гг. главный редактор газеты «Ленские вести».
- Ярыгин Велеонин Алексеевич — заслуженный работник транспорта России, 16 лет работал заместителем начальника порта Осетрово по кадрам, около 10 лет — помощником генерального директора.

1999 год:
- Кучеренко Владимир Георгиевич — в 1973—1995 гг. начальник Ангаро-Ленской геофизической экспедиции.

2000 год:
- Куракин Станислав Павлович — в 1990—1995 гг. директор Запорожского леспромхоза в посёлке Янтале; в 1995—2006 гг. — генеральный директор ЗАО «Янтальлес».
- Сундуков Анатолий Антонович — в 1979—2007 гг. директор Осетровского речного училища.
- Хорошилов Геннадий Иванович — в 1981—1991 гг. начальник Осетровского речного порта; в 1991—2000 гг. начальник Осетровского филиала Ленского объединённого речного пароходства; в 1990—1993 депутат Верховного Совета РСФСР.

2001 год:
- Каймонов Валерий Александрович — начальник ЯГУ; с 2000 года депутат районной Думы, с 2006 года по наст. вр. — её председатель.

2002 год:
- Гречухин Юрий Арсеньевич — в советское время партийный работник, затем заместитель генерального директора «Куйбышевнефти», ЗАО «Ленэкс».

2005 год:
- Пшенникова Светлана Константиновна — известный краевед, педагог, организатор творческого объединения «Тропою памяти».

2006 год:
- Артемьев Григорий Васильевич — участник ВОВ, в 1970—1990-х гг. начальник аэропорта «Усть-Кут».

## Почётные гражданеУсть-Кутского района(с2007г.)
2007 год:
- Рудых Александр Витальевич — лётчик, участник боевых действий в Афганистане и других «горячих точках»; Герой России (2004).

2012 год:
- Тепляков Николай Васильевич (посмертно).

Позже:
- Дюбарова Альбина Алексеевна;
- Сенин Владимир Петрович -  начальник Управления ПФР в Усть-Кутском районе (с 2015), мэр Усть-Кутского района в 2002–2015 гг.;
- Толмачёв Василий Николаевич
- Кривоносенко Владимир Георгиевич — мэр города Усть-Кута в 2005–2017 гг., полковник внутренней службы.
- Миначев Артём Зуфярович